# 1482년

## 연호
- 명(明) 성화(成化) 18년
- 일본(日本) 분메이(文明) 14년
- 후 레 왕조(後黎朝) 홍득(洪德) 13년

## 기년
- 류큐(琉球) 쇼신왕(尚真王) 6년
- 명(明) 헌종 성화제(憲宗 成化帝) 18년
- 조선(朝鮮) 성종(成宗) 13년
- 후 레 왕조(後黎朝) 성종(聖宗) 23년

## 탄생
- 6월 29일 - 포트투갈의 여왕 아라곤의 마리아. (~1517년)
- 8월 23일 - 조선의 문신 조광조. (~1520년)

### 미상
- 조선의 성리학자 김식. (~1520년)

## 사망
- 8월 29일 - 연산군의 어머니 폐비 윤씨. (1455년~)
- 11월 23일 - 조선의 왕족 명숙공주. (1456년~)

## 창작
- 빅토르 위고의 소설 《파리의 노트르담》의 시대적 배경